# Bacitracină
Bacitracina (cu denumirea comercială Baneocin, pentru forma de uz topic) este un antibiotic alcătuit dintr-un amestec de peptide ciclice produse de către Bacillus subtilis var Tracy, fiind izolat pentru prima dată în anul 1943. Aceste peptide își exercită activitatea antibiotică asupra [bacteriilor Gram-pozitive] prin interferarea sintezei peretelui celular și a peptidoglicanului.

## Utilizări medicale

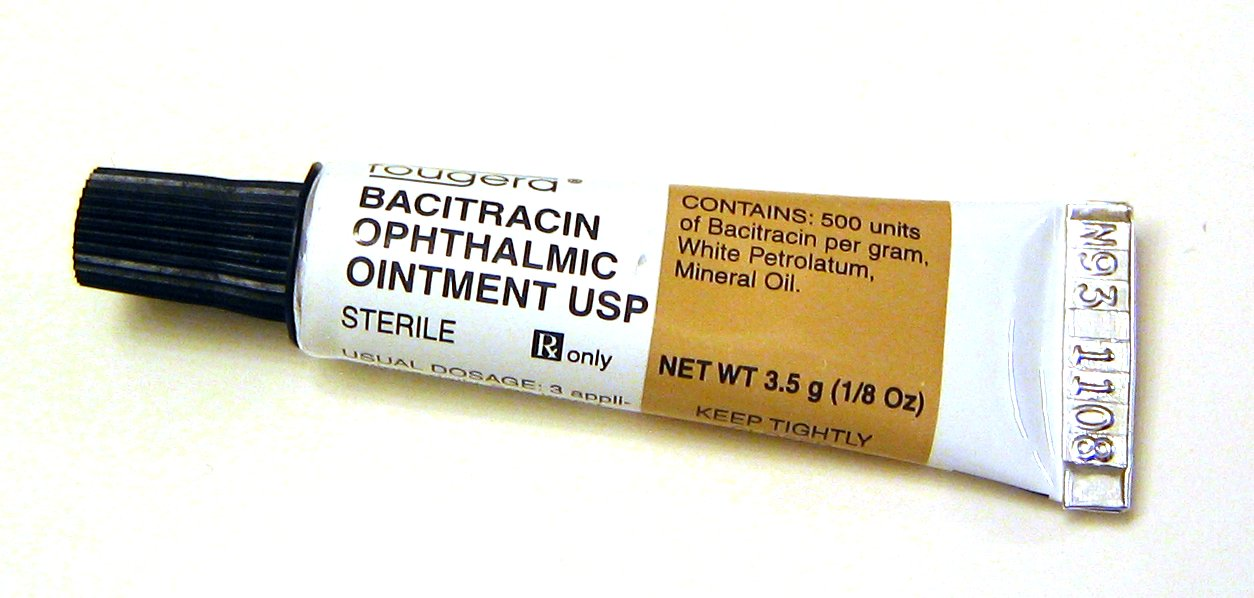
Unguent oftalmic cu bacitracină

La administrare internă este nefrotoxic, de aceea este formulat doar pentru uz topic, sub formă de unguent, de obicei în asociere cu neomicină sau cu polimixină B.

## Reacții adverse
Poate fi iritant pe piele și poate produce alergii.